# Llapa (distrito)
Llapa é um distrito do Peru, departamento de Cajamarca, localizada na província de San Miguel.

## Transporte
O distrito de Llapa é servido pela seguinte rodovia:
- CA-100, que liga a cidade de Catilluc ao distrito de San Gregorio
- PE-3N, que liga o distrito de La Oroya (Região de Junín) à Puerto Vado Grande (Fronteira Equador-Peru) no distrito de Ayabaca (Região de Piura)  [1][2][3]